# Maddie Bowmanová
Maddison Michelle „Maddie“ Bowmanová (* 10. ledna 1994, South Lake Tahoe) je bývalá americká akrobatická lyžařka. Na olympijských hrách v Soči roku 2014 vyhrála závod na U-rampě, při olympijské premiéře této disciplíny. Má ve sbírce rovněž pět zlatých medailí z X Games (2013–2016, 2018). Ve světovém poháru skončila v roce 2014 celkově druhá na U-rampě. Vyhrála v seriálu světového poháru pět závodů, devětkrát stála na stupních vítězů. V roce 2020 ukončila závodní kariéru.